# 米倫巴赫河 (魯爾河支流)
51°23′47.6″N 8°6′27.9″E / 51.396556°N 8.107750°E

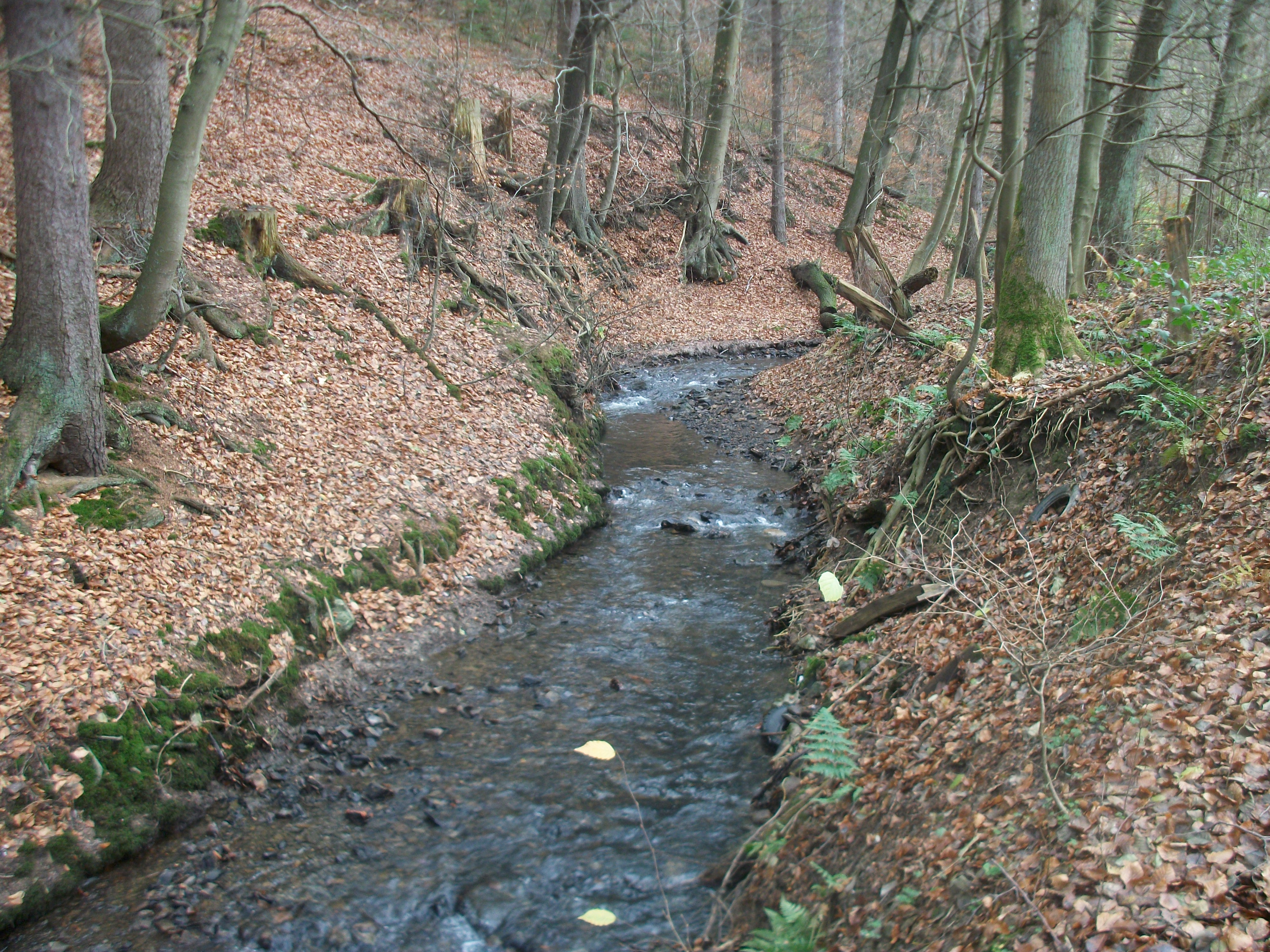
米倫巴赫河（魯爾河支流）

米倫巴赫河（德語：Mühlenbach），是德國的河流，位於該國西部，處於北萊茵-威斯特法倫州，屬於魯爾河的左支流，河道全長4.8公里，流域面積3.6平方公里。